# Troy Brouwer
Pour les articles homonymes, voir Brouwer.
Troy Brouwer (né le 17 août 1985 à Vancouver, province de la Colombie-Britannique) est un joueur professionnel canadien de hockey sur glace.

## Carrière de joueur
Il commence sa carrière en 2001 avec les Warriors de Moose Jaw dans la Ligue de hockey de l'Ouest. Lors de la saison 2005-2006, il remporte le trophée trophée Bob Clarke du meilleur pointeur du circuit.  Il est choisi en 2004 au cours du repêchage d'entrée dans la Ligue nationale de hockey par les Blackhawks de Chicago en 7e ronde, en 214e position. En 2006, il joue aux Admirals de Norfolk et fait également ses premières apparitions avec les Blackhawks de Chicago. Il a remporté la Coupe Stanley 2010 avec les Blackhawks. Le 24 juin 2011, il est échangé aux Capitals de Washington contre un choix de premier tour au repêchage d'entrée dans la LNH 2011 (Phillip Danault). Le 2 juillet 2015, il est échangé aux Blues de Saint-Louis avec Pheonix Copley et un choix de 1er tour ; en retour les Capitals accueillent T. J. Oshie.
Le 1er juillet 2016, il signe un contrat de 4 ans pour 18 millions de dollars avec les Flames de Calgary.
Le 2 août 2018, les Flames rachètent les deux années restantes à son contrat. Le 28 août, il signe une entente de 1 an avec les Panthers de la Floride.
Le 20 novembre 2019, il revient avec les Blues de Saint-Louis en signant un contrat d'une saison et 750 000$ dollars.

## Trophées et honneurs personnels
- Ligue de hockey de l'Ouest
  - 2006 : gagnant du Trophée Bob Clarke.
- Ligue américaine de hockey
  - 2007 : sélectionné pour le Match des étoiles avec l'équipe Canada.

## Statistiques

### En club
| Saison     | Équipe                 | Ligue      |     | Saison régulière | Saison régulière | Saison régulière | Saison régulière | Saison régulière |    | Séries éliminatoires | Séries éliminatoires | Séries éliminatoires | Séries éliminatoires | Séries éliminatoires |
| Saison     | Équipe                 | Ligue      | PJ  | B                | A                | Pts              | Pun              | PJ               | B  | A                    | Pts                  | Pun                  |                      |                      |
| 2001-2002  | Warriors de Moose Jaw  | LHOu       | 13  | 0                | 0                | 0                | 7                | -                | -  | -                    | -                    | -                    |                      |                      |
| 2002-2003  | Warriors de Moose Jaw  | LHOu       | 59  | 9                | 12               | 21               | 54               | 13               | 1  | 2                    | 3                    | 14                   |                      |                      |
| 2003-2004  | Warriors de Moose Jaw  | LHOu       | 72  | 23               | 26               | 49               | 111              | 10               | 3  | 0                    | 3                    | 12                   |                      |                      |
| 2004-2005  | Warriors de Moose Jaw  | LHOu       | 71  | 22               | 25               | 47               | 132              | 5                | 1  | 2                    | 3                    | 8                    |                      |                      |
| 2005-2006  | Warriors de Moose Jaw  | LHOu       | 72  | 49               | 53               | 102              | 122              | 17               | 10 | 4                    | 14                   | 34                   |                      |                      |
| 2006-2007  | Admirals de Norfolk    | LAH        | 66  | 41               | 38               | 79               | 70               | 6                | 1  | 0                    | 1                    | 4                    |                      |                      |
| 2006-2007  | Blackhawks de Chicago  | LNH        | 10  | 0                | 0                | 0                | 7                | -                | -  | -                    | -                    | -                    |                      |                      |
| 2007-2008  | IceHogs de Rockford    | LAH        | 75  | 35               | 19               | 54               | 154              | -                | -  | -                    | -                    | -                    |                      |                      |
| 2007-2008  | Blackhawks de Chicago  | LNH        | 2   | 0                | 1                | 1                | 0                | -                | -  | -                    | -                    | -                    |                      |                      |
| 2008-2009  | IceHogs de Rockford    | LAH        | 5   | 2                | 6                | 8                | 20               | -                | -  | -                    | -                    | -                    |                      |                      |
| 2008-2009  | Blackhawks de Chicago  | LNH        | 69  | 10               | 16               | 26               | 50               | 17               | 0  | 2                    | 2                    | 12                   |                      |                      |
| 2009-2010  | Blackhawks de Chicago  | LNH        | 78  | 22               | 18               | 40               | 66               | 19               | 4  | 4                    | 8                    | 8                    |                      |                      |
| 2010-2011  | Blackhawks de Chicago  | LNH        | 79  | 17               | 19               | 36               | 38               | 7                | 0  | 0                    | 0                    | 11                   |                      |                      |
| 2011-2012  | Capitals de Washington | LNH        | 82  | 18               | 15               | 33               | 61               | 14               | 2  | 2                    | 4                    | 8                    |                      |                      |
| 2012-2013  | Capitals de Washington | LNH        | 47  | 19               | 14               | 33               | 28               | 7                | 1  | 1                    | 2                    | 10                   |                      |                      |
| 2013-2014  | Capitals de Washington | LNH        | 82  | 25               | 18               | 43               | 92               | -                | -  | -                    | -                    | -                    |                      |                      |
| 2014-2015  | Capitals de Washington | LNH        | 82  | 21               | 22               | 43               | 53               | 14               | 0  | 3                    | 3                    | 10                   |                      |                      |
| 2015-2016  | Blues de Saint-Louis   | LNH        | 82  | 18               | 21               | 39               | 62               | 20               | 8  | 5                    | 13                   | 26                   |                      |                      |
| 2016-2017  | Flames de Calgary      | LNH        | 74  | 13               | 12               | 25               | 31               | 4                | 0  | 2                    | 2                    | 0                    |                      |                      |
| 2017-2018  | Flames de Calgary      | LNH        | 76  | 6                | 16               | 22               | 53               | -                | -  | -                    | -                    | -                    |                      |                      |
| 2018-2019  | Panthers de la Floride | LNH        | 75  | 12               | 9                | 21               | 47               | -                | -  | -                    | -                    | -                    |                      |                      |
| 2019-2020  | Blues de Saint-Louis   | LNH        | 13  | 1                | 0                | 1                | 7                | 4                | 1  | 0                    | 1                    | 4                    |                      |                      |
| Totaux LNH | Totaux LNH             | Totaux LNH | 851 | 182              | 181              | 363              | 595              | 106              | 16 | 19                   | 35                   | 89                   |                      |                      |

### En équipe nationale
Il représente le Canada au niveau international.
| Année | Équipe | Compétition          |   | PJ | B | A | Pts | Pun      |  | Résultat |
| 2014  | Canada | Championnat du monde | 8 | 0  | 1 | 1 | 4   | 5e place |  |          |